# Бановци (Бебрина)
Бановци су насељено место у општини Бебрина, у Славонији, Бродско-посавска жупанија, Република Хрватска.

## Историја
До територијалне реорганизације у Хрватској налазили су се у саставу бивше велике општине Славонски Брод.

## Демографија
Већина становништва су Хрвати већином Шокци а има и Босанаца, Личана, Загораца, док су остали становници Украјинци досељени у Бановце око 1900. Године, те неколико православних породице.

## Попис 1991.
На попису становништва 1991. године, насељено место Бановци је имало 399 становника, следећег националног састава:
| Попис 1991.‍ | Попис 1991.‍ | Попис 1991.‍ | Попис 1991.‍ | Попис 1991.‍ |
| ----------- | ----------- | ----------- | ----------- | ----------- |
|             |             |             |             |             |
| Хрвати      | Хрвати      |             | 338         | 84,71%      |
| Срби        | Срби        |             | 37          | 9,27%       |
| Југословени | Југословени |             | 9           | 2,25%       |
| Украјинци   | Украјинци   |             | 9           | 2,25%       |
| непознато   | непознато   |             | 6           | 1,50%       |
| укупно: 399 |             |             |             |             |

#### Попис становништва насеља Бановци 1910. године .
Број становника 485.
- Хрвати — 368
- Русини — 23
- Мађари — 14
- Немци — 12
- Срби — 6
- Остали — 62

Вероисповест:
- Католици — 405
- Гркокатолици — 74
- Православци — 6

Бановци су тада припадали под бродски округ, у оквиру Пожешке жупаније.
- Година
- 1961. — Бановци су били у оквиру општине Ориовац и имали су 494 становника.
- 1971. — село је било у оквиру општине Славонски Брод те су бројали 443 становника.
- 1981. — село је било у оквиру општине Славонски Брод број становника је био најмањи од 1910. те је село имало 372 становника.
- 1991. — село је било у оквиру велике пре ратне општине Славонски Брод број становника је порастао са 372 на 399.
- 2001. — на задњем попису становништва број се није много мењао те је нарастао на 400 становника.

## Бановци данас
У центру села налазе се зграда подручне основне школе Антуна Матије Релковића, црква, мјесни дом у чијим се просторијама налази трговина и склади ДВД Бановци, те парк који је засађен од чланова ДВД Бановци 1968. године у чијем склопу је и Артешки бунар изграђен 60-их година. Дијелови села су горњи крај, доњи крај, сокак и Залој. У селу се налази црква Преображења Господинова, а улази у састав Пожешке Бискупије.